# Isabelle Pasco
Isabelle Pasco (* 25. April 1966 in Perpignan) ist eine französische Schauspielerin und ein ehemaliges Model. Auf ihrer offiziellen Website gibt sie als Geburtsort einen mittelalterlichen Turm auf einem Hügel im katalanischen Hinterland an. Demnach sieht sie sich selbst als gebürtige Katalanin. Nach eigenen Angaben kam sie durch die Modelagentur Femmes nach Paris und startete dort eine Karriere als Model. Bekannt wurde sie durch ihre Rolle als leidenschaftliche Dompteuse Roselyne in Roselyne et les lions von Jean-Jacques Beineix. Danach war sie in meist kleineren Rollen auch in internationalen Produktionen aus den USA, Italien und Großbritannien zu sehen. 2009 übernahm sie eine Hauptrolle in dem französisch-iranischen Spielfilm 19h5 von Mohammad Mehdi Asgarpour über den Alltag von Exil-Iranerinnen in Paris. Gelegentlich ist sie auch im Fernsehen und auf der Theaterbühne zu sehen. 
Sie war seit 1995 mit ihrem Schauspielkollegen Tchéky Karyo verheiratet. Das Paar hat zwei gemeinsame Kinder und ist mittlerweile geschieden.

## Filmografie (Auswahl)
- 1984: Ave Maria
- 1985: Outlaws – Die Gesetzlosen (Hors-La-Loi)
- 1988: High Frequency (Qualcuno in Ascolto)
- 1989: Rosalyn und die Löwen (Roselyne et les lions)
- 1991: Prosperos Bücher (Prospero’s Books)
- 1992: Céline
- 1992: Undine
- 1993: Gold vor Gibraltar (Les Audacieux)
- 1993: Karl der Große
- 1993: Rhesus-Romeo (Rhésus Roméo)
- 1995: Moon Shadow
- 1996: Festival
- 1996: Not Me!
- 1997: Das Schneckenrennen (La Course de L’escargot)
- 1997: The Colors of the Devil
- 2000: Dancing at the Blue Iguana
- 2001: Das starke schwache Geschlecht (Drole de Genre)
- 2001: A Long Long Long Night of Love
- 2001: Deadly Shadows (Invisible Circus)
- 2002: Ali G in da House (Ali G Indahouse)
- 2003: Clandestino
- 2006: Intimita
- 2009: 19h05